# Саперстейн, Эйб
Абрахам Майкл (Эйб) Саперстейн (англ. Abraham Michael 'Abe' Saperstein; 4 июля 1902, Лондон — 15 марта 1966, Чикаго) — американский предприниматель, антрепренёр и спортивный менеджер. Многолетний владелец и менеджер (официально считается также создателем) баскетбольного шоу «Гарлем Глобтроттерс», основатель Американской баскетбольной лиги 1961—63 годов, член Зала славы баскетбола (с 1971 года) и Международного еврейского спортивного зала славы (с 1979 года).

## Биография
Абрахам Саперстейн родился в 1902 году в Лондоне, став старшим сыном в еврейской семье эмигрантов из Польши, где помимо него было ещё восемь детей. В 1906 году его родители Луис и Анна Саперстейн перебрались в Чикаго, где Луис устроился на работу портным. в школьные годы Эйб, несмотря на небольшой рост и тщедушное телосложение, увлекался спортом, играя в бейсбол (где обычно играл на второй базе, обладая хорошей скоростью, но слабым ударом) и в баскетбол (в старших классах став одним из основных игроков школьной сборной «в легчайшем весе»). Он окончил школу в 1920 году, став первым в роду, кто получил законченное среднее образование.
За следующие шесть лет Эйб сменил несколько работ, в том числе не только в Чикаго, но его любовью оставался спорт, и к 24 годам он получил место тренера любительской баскетбольной команды «Чикаго Редс». Он также брался за работу менеджера и антрепренёра для других баскетбольных и бейсбольных команд, одной из которых стала негритянская баскетбольная команда «Савой Биг Файв» (игроки совмещали баскетбол с работой танцоров в отеле «Савой»). В дальнейшем несколько игроков этой команды обратились к Саперстейну снова: после раскола в составе они создавали новый коллектив, с которым они собирались выступать в городах Среднего Запада. Новой команде нужен был белый менеджер, в противном случае пятёрке чернокожих баскетболистов было бы нелегко найти команды, желающие с ними играть. Ещё одним шагом, сделанным с целью придания команде большей привлекательности для потенциальных соперников, было придуманное для неё имя «Гарлем Глобтроттерс»: оно намекало одновременно на то, что команда представляет не Чикаго, а Нью-Йорк — центр профессионального баскетбола в США, — и на то, что она уже успела побывать повсюду.
В первые годы своего существования, совпавшие с началом Великой депрессии «Гарлем Глобтроттерс» переезжали из одного маленького городка в другой вшестером на старом автомобиле «Форд-Т», делая между играми до 200 миль на скорости не более 30 миль в час, выступая номинально за 25 долларов за игру плюс 40 % от выручки, но фактически редко получая даже эту небольшую сумму. В городах, где выступали «Глобтроттерс», было трудно найти гостиницу, сдающую комнаты чернокожим, или закусочную, где их пустили бы за столик, поэтому ночевать приходилось за десятки километров от места игры, а питаться зачастую пончиками и бутербродами, купленными с прилавка. Команда проводила по 100—150 игр в сезон, и на третий год выступлений, когда напряжённый график обернулся травмами, Саперстейну в отсутствие запасных игроков пришлось вспомнить школьные годы и выходить на площадку самому, хотя реальной помощи чернокожим гигантам от 160-сантиметрового тренера было мало.
Однако даже такая работа, обеспечивающая пусть минимальный и ненадёжный, но заработок, в условиях Великой депрессии была лучше, чем никакой, и команда Саперстейна успешно пережила самые трудные годы. По мере того, как экономический кризис в США спадал, её благосостояние росло, в составе появились запасные игроки, Саперстейн обзавёлся вторым автомобилем, на котором перевозили оборудование и вещи игроков. В 1934 году Эйб, до этого деливший выручку наравне с игроками, стал фактическим владельцем «Глобтроттерс» и с этого времени выплачивал баскетболистам зарплату. Это привело к бунту лидеров старого состава, покинувших команду, но она пережила и это. В 1930-е годы сформировался особый стиль «Глобтроттерс», в котором сочетались классная игра и элементы циркового шоу. В 1939 году команда заняла третье место на первом Всемирном профессиональном баскетбольном турнире в Чикаго, а на следующий год выиграла второй такой турнир, победив по ходу другую знаменитую гастрольную команду «Нью-Йорк Ренессанс». Это обеспечило команде Саперстейна национальную известность. В конце 40-х годов «Глобтроттерс» дважды обыграли ведущую команду НБА «Миннеаполис Лейкерс», а в 50-е годы представляли США в качестве «послов доброй воли» в крупномасштабных турне по всем континентам.
Одновременно с управлением «Гарлем Глобтроттерс» Эйб Саперстейн продолжал работу с другими командами, и не только в баскетболе. Он тесно сотрудничал с командами негритянских бейсбольных лиг и из одной из них — «Цинциннати Клоунс» — в начале 40-х годов привёл в «Глобтроттерс» будущего знаменитого центрового и шоумена Риса (Гуза) Татума. Позже он был одним из владельцев бейсбольных клубов «Кливленд Индианс» и «Сент-Луис Браунс», а также команды НБА «Филадельфия Уорриорз». В 50-е годы ходили слухи, что Саперстейну было обещано право приобрести первую же свободную франшизу НБА на Западном побережье, но этого не произошло.
Уже в 1959 году Саперстейн начал работать с владельцами клубов полупрофессиональной Национальной промышленной баскетбольной лиги (англ. National Industrial Basketball League, NIBL) над созданием реальной альтернативы НБА. В новую Американскую баскетбольную лигу вошли 8 клубов, в том числе представлявших города, где уже существовали команды НБА — Чикаго и Лос-Анджелес. Саперстейн стал комиссаром новой лиги, уступив права на принадлежавший ему клуб «Сан-Франциско Сейнтс» бывшему комиссару NIBL. Лига с самого начала столкнулась с серьёзными проблемами, главной из которых было отсутствие хороших стадионов, и многие предсказывали, что либо её игры не начнутся вообще, либо коллапс наступит в первые несколько недель. Тем не менее лига просуществовала до 1963 года, проведя свой первый сезон полностью и второй — частично. Второй сезон был прерван 31 декабря 1963 года после того, как к убыткам в размере миллиона долларов за первый год, с начала второго прибавилось ещё 250 тысяч долларов. Несмотря на недолгий срок жизни, АБЛ отметилась двумя нововведениями в правилах, вскоре перенятыми НБА: расширением штрафной зоны (которую уравняли в размерах с принятой в европейском баскетболе) и присуждением трёх очков за точный бросок из-за пределов этой зоны.
Эйб Саперстейн умер в Чикаго в марте 1966 года от сердечного приступа, не дожив до своего 64-го года рождения. Его пережили жена, Сильвия, и двое детей — сын Джеральд и дочь Элоиза, а также его мать Анна.

## Признание заслуг
Прозванный «баскетбольным Барнумом» Эйб Саперстейн стал членом Зала славы баскетбола в 1971 году. Через восемь лет его имя было также включено в списки Международного еврейского спортивного зала славы. Помимо этого, Саперстейн является членом Национального еврейского спортивного зала славы США (с 2005 года) и Зала спортивной славы Чикаго.